# Hyphancylus excelsus
Hyphancylus excelsus är en insektsart som beskrevs av Fowler 1904. Hyphancylus excelsus ingår i släktet Hyphancylus och familjen Flatidae. Inga underarter finns listade i Catalogue of Life.